# François Pelsaert

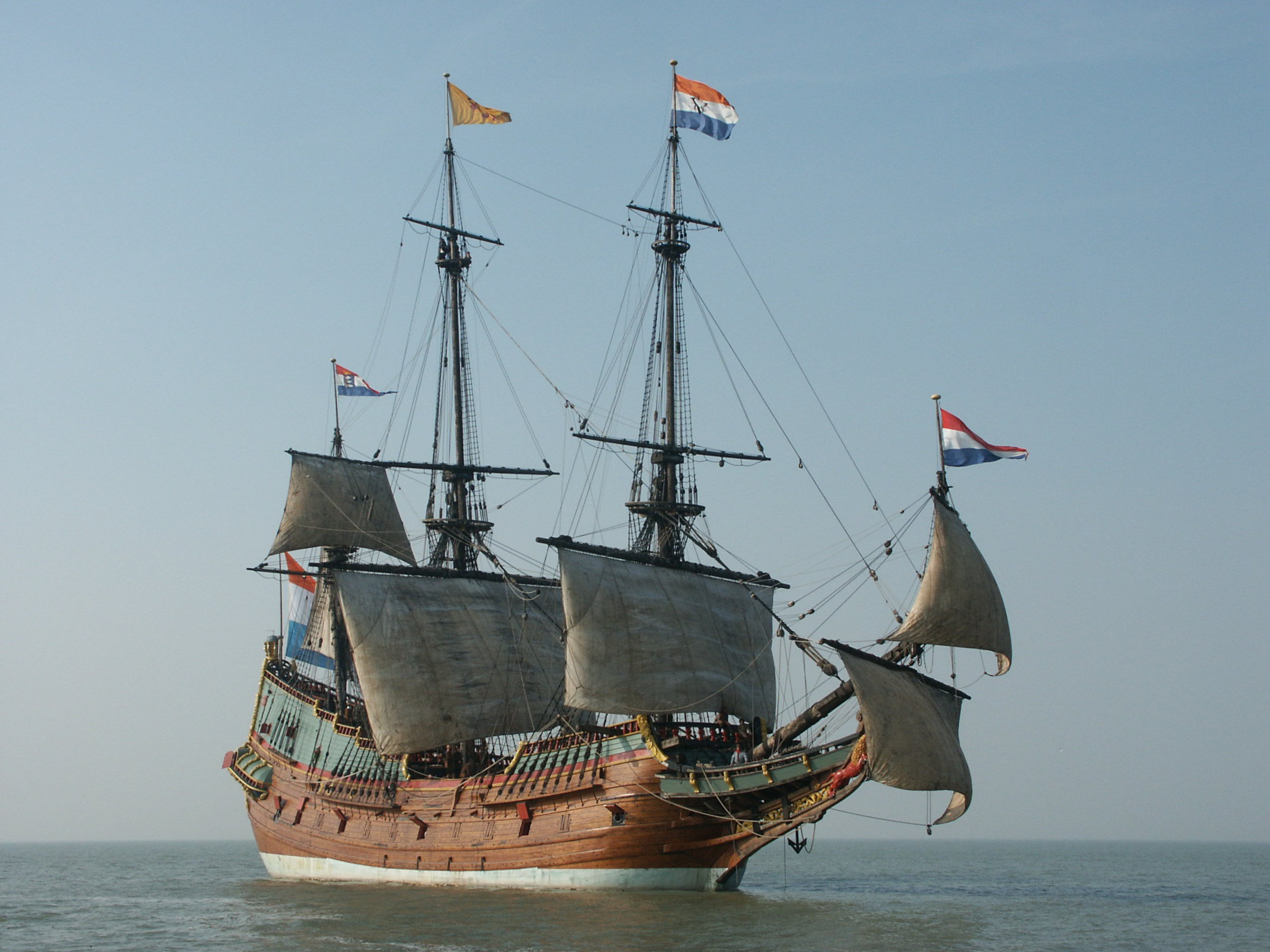
Replica van de Batavia

François Pelsaert (ca. 1595 – 1630) was een koopman voor de Vereenigde Oostindische Compagnie  die rond 1595 in Antwerpen werd geboren. Zijn vader heette waarschijnlijk Eberhard Pelzer. Hij was een zwager van admiraal Hendrik Brouwer.
Pelsaert werd geboren in een rijke katholieke familie. Omdat zijn vader overleed toen hij nog kind was werd hij opgevoed door zijn grootvader. In 1615 solliciteerde hij naar een baan bij de VOC-kamer van Zeeland en vertrok als onderkoopman op het schip Wapen van Zeeland naar Indië.
Na een tocht van Masulipatnam naar Surat over land, kwam hij in Agra aan waar hij zeven jaar verbleef en werd gepromoveerd tot opperkoopman. In 1626 schreef Pelsaert een relaas over het Mogolrijk. Omdat zijn contract bij de VOC niet verlengd werd wilde hij terug naar de Republiek. Nog voor vertrek kreeg hij ruzie met Adriaen Jacobsz., de kapitein van het schip waarmee hij terug zou keren. Sindsdien had de kapitein Pelsaert altijd gehaat. Het zou het verloop van zijn volgende reis beïnvloeden.
Op 28 oktober 1628 vertrok hij alweer van Texel als opperkoopman en bevelhebber van de 500 ton zware Oostindiëvaarder Batavia, het vlaggenschip van een konvooi van acht schepen. Aan boord van de Batavia waren, naast de bemanning, driehonderd soldaten en burgers. Als vracht had het onder andere een grote hoeveelheid zilver, bedoeld om in het oosten specerijen mee te kopen. De schipper was Adriaen Jacobsz., waarmee hij eerder dat jaar ruzie had gekregen.
Met de aanranding van een vrouwelijke passagier werd geprobeerd een muiterij uit te lokken. Pelsaert trad echter niet op omdat hij ziek in zijn kooi lag. De muiterij vond daardoor niet plaats. Het schip leed vervolgens schipbreuk op een koraalrif bij Houtman Abrolhos voor de Australische kust. De meeste passagiers en bemanningsleden wisten veilig van boord te komen en op een klein eiland aan land te gaan. Pelsaert vertrok met een klein deel van de bemanning in een kleine boot noordwaarts richting Java en beloofde hulp te halen. Na zijn vertrek begon onderkoopman Jeronimus Cornelisz met een aantal handlangers een waar schrikbewind. De meeste schipbreukelingen vonden daarbij de dood. Toen Pelsaert ten slotte terugkeerde, werden de voornaamste aanstichters geëxecuteerd. Pelsaert maakte een verslag van de reis en nam daarna nog deel aan een expeditie naar Sumatra, maar hij stierf een jaar na de schipbreuk van de Batavia.
Het verhaal van de gebeurtenissen op de Batavia werd te boek gesteld in De Ongeluckige Voyage van 't Schip Batavia nae den Oost-Indien, uytgevaren onder E. Francisco Pelsaert, gebleven op de Abrolhos, enz., Amst. 1648.